# Katarina Osadchuk
Katarina Osadchuk (* 18. November 1991 in Lwiw, Ukraine) ist eine australische Volleyballspielerin. Sie besitzt auch die kroatische Staatsangehörigkeit.

## Karriere
Osadchuk studierte von 2010 bis 2013 an der Thompson Rivers University in British Columbia. Nach ihrem Studium ging sie zum schwedischen Verein Örebro Volleybollsällskap. 2014 nahm sie mit der australischen Nationalmannschaft am World Grand Prix teil. Anschließend wechselte die Mittelblockerin nach Polen zu Zawisza Sulechów. Ab 2015 spielte sie bei ŁKS Łódź. 2017 nahm sie erneut am World Grand Prix teil. Danach wurde sie vom deutschen Bundesligisten VfB 91 Suhl verpflichtet. 2018 ging sie wieder nach Polen zu AZS Politechnika Śląska Gliwice.